# Grafarvogur
Grafarvogur est un district de Reykjavik, la capitale de l'Islande. 
Il est relativement récent : la plupart de ses bâtiments ont été construits dans les années 1980 et 1990,.